# Thomas Van Der Plaetsen

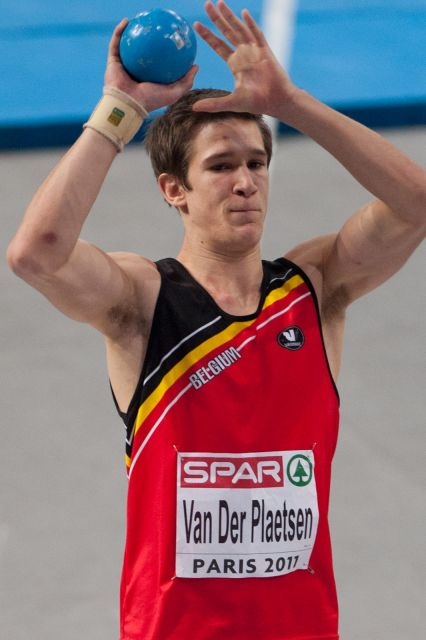
Thomas Van Der Plaetsen op de EK indoor in Parijs, 2011

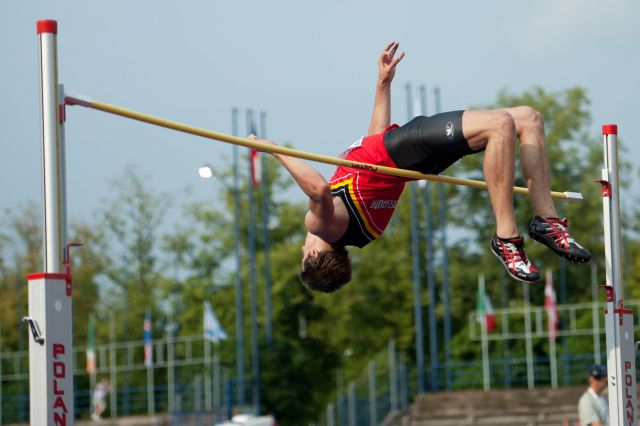
Thomas Van Der Plaetsen op weg naar zijn Europese tienkamptitel bij de beloften (U23) in Ostrava, 2011.

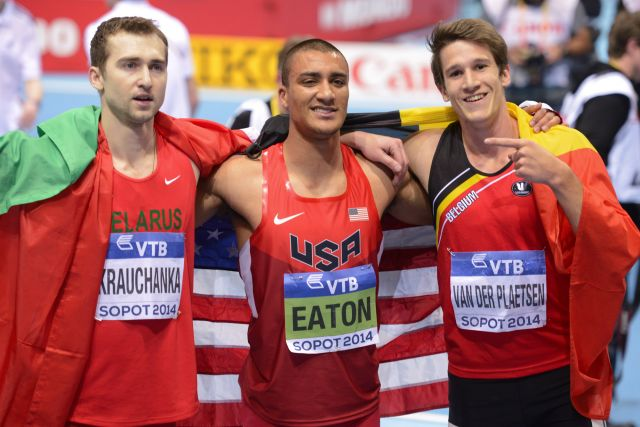
De eerste drie van Sopot: Andrej Krawtsjanka, Ashton Eaton en Thomas Van Der Plaetsen.

Thomas Van Der Plaetsen (Gent, 24 december 1990) is een Belgische atleet, die gespecialiseerd is in de meerkamp. Hij werd in 2009 Europees kampioen tienkamp bij de junioren, gevolgd door een tweede internationale titel bij de Europese kampioenschappen voor atleten U23 in 2011. Bij die laatste gelegenheid schreef hij tevens het Belgische record bij de senioren op zijn naam (dat hij enkele maanden later weer verloor).
Op de Olympische Spelen in Rio (2016) behaalde hij de achtste plaats.

## Biografie

### Europees kampioen bij de junioren
Van Der Plaetsen, op-een-na de jongste uit een gezin met zeven kinderen, nam in 2007, op zestienjarige leeftijd, voor het eerst deel aan een internationaal toernooi, het Europees Jeugd Olympisch Festival in Belgrado. Hij kwam er uit op het onderdeel hoogspringen en werd zesde met 2,04 m.
In het jaar dat volgde besloot hij in overleg met zijn broer Michael, die hem coachte, zich te gaan richten op de tienkamp en te koersen op deelname aan de Europese juniorenkampioenschappen in 2009 in Novi Sad. Die opzet bracht succes. Want nadat hij in 2008 in eigen land de nationale titel bij de junioren op de tienkamp voor zich had opgeëist, wist hij een jaar later, na eerder al twee keer het Belgische juniorenrecord te hebben verbeterd, in het Servische Novi Sad zelfs de gouden medaille te veroveren met 7769 p, een totaal waarmee hij aan het eind van het jaar bovendien de wereldranglijst bij de junioren aanvoerde.
Het jaar 2010, zijn eerste jaar bij de senioren, nam hij slechts eenmaal deel aan een tienkamp op internationaal niveau, tijdens de Europa Cup Meerkampen in Tel Aviv, waar hij tot een totaal kwam van 7564 punten en veroverde hij in deze discipline zijn eerste nationale titel. Voor het overige beperkte hij zich dat jaar tot het zich verbeteren op individuele onderdelen. PR’s bij het polsstokhoogspringen van 4,82 en 12,98 bij het kogelstoten waren hiervan het resultaat.
Van Der Plaetsen begon het jaar 2011 met een titel op de zevenkamp bij de Belgische indoorkampioenschappen meerkamp op 5 en 6 februari 2011. Bij die gelegenheid bracht hij het Belgische record op dit onderdeel op 5901 punten. Een maand later tilde hij dit record met 6020 punten zelfs boven de 6000 puntengrens uit bij de Europese indoorkampioenschappen in Parijs, waar hij in de totaalrangschikking op de zesde plaats eindigde.

### Ook Europees kampioen U23
Zijn meest aansprekende titel veroverde Thomas Van Der Plaetsen in juli 2011 op de Europese kampioenschappen voor beloften in Ostrava, waar hij na een spannend gevecht met de Wit-Rus Eduard Mikhan met een puntentotaal van 8157 punten, een Belgisch record en zegge en schrijve 5 punten meer dan zijn naaste rivaal, de gouden medaille naar zich toehaalde. Twee maanden later was hij dit record alweer kwijt; Hans Van Alphen hoogde de Belgische topscore van Van Der Plaetsen op 15 september 2012 in Talence namelijk alweer verder op tot 8200 p.

### Universitair kampioen
In 2012 was alles erop gericht om de limiet van 8200 punten voor deelname aan de Olympische Spelen in Londen te realiseren, maar een hamstringblessure tijdens de eerste de beste outdoorwedstrijd van het jaar gooide roet in het eten. Enkele verkeerde diagnoses zorgden er vervolgens voor, dat het gehele wedstrijdjaar 2012 verloren ging. Zelfs aan het begin van 2013 speelde die blessure hem nog parten. In de aanloop naar het buitenseizoen wist Van Der Plaetsen echter alle naweeën van het pechjaar 2012 van zich af te schudden, wat resulteerde in een zeer succesvol optreden tijdens de universiade in Kazan, waar hij op de tienkamp met overmacht de titel naar zich toetrok met een PR-totaal van 8164 punten, 250 punten meer dan de nummer twee, de Rus Sergey Sviridov.
Een maand later bevestigde hij zijn vorm door tijdens de wereldkampioenschappen in Moskou zijn beste tienkamp ooit van een maand ervoor alweer met 91 punten te overtreffen. Met zijn totaal van 8255 punten werd hij weliswaar als vijftiende geklasseerd, maar de tienkamp in Moskou bleek van een ongekend hoog niveau met dertien atleten die een score bereikten van boven de 8300 punten.

### Brons op WK indoor
In 2014 behaalde Van Der Plaetsen op de wereldindoorkampioenschappen in het Poolse Sopot een bronzen medaille op de zevenkamp, het eerste eremetaal op een internationaal kampioenschap bij de senioren. Zijn puntentotaal van 6259 betekende bovendien een nationaal record. Vervolgens ging hij gedurende langere tijd op trainingsstage in Zuid-Afrika, waarna hij eind mei zijn conditie testte tijdens de Hypo-Meeting in Götzis, het officieuze wereldkampioenschap voor meerkampers. Hij werd er zesde met een puntentotaal van 8184, slechts 71 punten beneden zijn het jaar ervoor in Moskou gerealiseerde PR-totaal.
Het niveau van Götzis kon hij tijdens de enkele maanden later plaatsvindende Europese kampioenschappen in Zürich niet benaderen. Gehinderd door wat blessureperikelen wist hij nochtans 8105 punten bijeen te sprokkelen, wat hem een tiende plaats opleverde. Van Der Plaetsen: "Mijn voet speelde me parten in de 110m horden en in het speerwerpen had ik last van mijn rug. Ik heb afgezien. Bizar dat ik ondanks alles toch nog 8.105 punten sprokkel. Het niveau ligt verschrikkelijk hoog in Europa."

### Titel geprolongeerd
In oktober 2014 werd Van Der Plaetsen voorlopig geschorst wegens afwijkende analyseresultaten na een dopingcontrole. Na verder verloop bleek dat hij getroffen was door teelbalkanker. Dit liet hij zelf weten via een persconferentie. De meerkamper onderging kort daarop een operatie, gevolgd door een chemokuur, waarna hij reeds in 2015 weer gezond kon worden verklaard. Hoe gezond bewees hij vervolgens op de atletiekbanen. In het Zuid-Koreaanse Gwangju nam hij voor de tweede keer deel aan de universiade en zag hij kans om zijn twee jaar eerder veroverde titel op de tienkamp te prolongeren met een puntenscore van 7952. Een vertrouwenwekkend resultaat met het oog op de WK in Peking, waarvoor Van Der Plaetsen zich vanwege zijn prestaties in 2014 reeds eerder had gekwalificeerd.

### OS 2016
Op de Olympische Spelen van 2016 in Rio de Janeiro eindigde hij op een achtste plaats op de tienkamp. Met een puntenaantal van 8332 verbeterde hij tevens zijn persoonlijk record. De wedstrijd werd gewonnen de Amerikaan Ashton Eaton die met 8893 punten het olympische record verbeterde.

## Kampioenschappen

### Internationale kampioenschappen
| Onderdeel | Titel                     | Jaar       |
| --------- | ------------------------- | ---------- |
| tienkamp  | Europees kampioen         | 2016       |
|           | Universitair kampioen     | 2013, 2015 |
|           | Europees kampioen U23     | 2011       |
|           | Europees juniorenkampioen | 2009       |

### Belgische kampioenschappen
| Onderdeel            | Jaar       |
| -------------------- | ---------- |
| tienkamp             | 2010       |
| polsstokhoogspringen | 2011, 2013 |
| zevenkamp            | 2011, 2019 |

## Statistieken

### Persoonlijke records
Outdoor
| Onderdeel            | Prestatie | Wind (m/s) | Datum            | Plaats              |
| -------------------- | --------- | ---------- | ---------------- | ------------------- |
| 100 m                | 11,04 s   | +0,6       | 31 mei 2014      | Götzis              |
| 400 m                | 48,64 s   |            | 14 juli 2011     | Ostrava             |
| 1500 m               | 4.32,52   |            | 29 mei 2011      | Götzis              |
| 110 m horden         | 14,36 s   | -0,3       | 30 mei 2021      | Götzis              |
| hoogspringen         | 2,17 m    |            | 27 augustus 2011 | Daegu               |
| polsstokhoogspringen | 5,45 m    |            | 23 juni 2019     | Talence             |
| verspringen          | 7,90 m    | +1,1       | 29 mei 2021      | Götzis              |
| kogelstoten          | 14,72 m   |            | 29 april 2023    | Desenzano del Garda |
| discuswerpen         | 48,81 m   |            | 29 juni 2018     | Deinze              |
| speerwerpen          | 68,94 m   |            | 18 juni 2023     | Ratingen            |
| tienkamp             | 8430 p    |            | 29-30 mei 2021   | Götzis              |

Indoor
| Onderdeel            | Prestatie   | Datum            | Plaats     |
| -------------------- | ----------- | ---------------- | ---------- |
| 60 m                 | 7,13 s      | 7 maart 2014     | Sopot      |
| 1000 m               | 2.40,50     | 8 maart 2014     | Sopot      |
| 60 m horden          | 8,06 s      | 1 februari 2014  | Mondeville |
| hoogspringen         | 2,13 m      | 7 januari 2012   | Gent       |
| polsstokhoogspringen | 5,50 m      | 3 februari 2019  | Gent       |
| verspringen          | 7,78 m      | 15 februari 2014 | Apeldoorn  |
| kogelstoten          | 14,32 m     | 7 maart 2014     | Sopot      |
| zevenkamp            | 6259 p (NR) | 7-8 maart 2014   | Sopot      |

### Opbouw PR meerkamp en potentie op basis van PR's
In de tabel staat de uitsplitsing van het persoonlijk record op de tienkamp. In de kolommen ernaast staat ook het potentieel record, met alle persoonlijke records op de losse onderdelen en de bijbehorende punten.
|                  | Uitsplitsing PR | Uitsplitsing PR | Uitsplitsing PR |              | Potentieel record | Potentieel record |
| Onderdeel        | Prestatie       | Wind (m/s)      | Punten          | Pers. record | Punten            |                   |
| ---------------- | --------------- | --------------- | --------------- | ------------ | ----------------- | ----------------- |
| 100 m            | 11,21           | +0,5            | 814             | 11,04        | 852               |                   |
| verspringen      | 7,90            | +1,1            | 1035            | 7,90         | 1035              |                   |
| kogelstoten      | 13,81           |                 | 717             | 14,72        | 772               |                   |
| hoogspringen     | 2,09            |                 | 887             | 2,17         | 963               |                   |
| 400 m            | 50,29           |                 | 801             | 48,64        | 878               |                   |
| 110 m horden     | 14,36           | -0,3            | 929             | 14,36        | 929               |                   |
| discuswerpen     | 46,64           |                 | 801             | 48,81        | 846               |                   |
| polsstokspringen | 5,40            |                 | 1035            | 5,50         | 1067              |                   |
| speerwerpen      | 60,05           |                 | 739             | 68,94        | 873               |                   |
| 1500 m           | 4.41,39         |                 | 672             | 4.32,52      | 728               |                   |
| Puntentotaal     |                 |                 | 8430            |              | 8943              |                   |

## Palmares

### hoogspringen
- 2007: 6e EJOF te Belgrado - 2,04 m

### polsstokhoogspringen
- 2010: 4e BK AC - 4,80 m
- 2011:  BK AC - 5,25 m
- 2013:  BK AC - 5,35 m
- 2013: 10e Memorial Van Damme - 5,20 m
- 2014:  BK AC - 5,35 m
- 2015:  BK AC - 5,00 m
- 2016:  Gouden Spike - 5,35 m
- 2017:  BK AC - 5,30 m
- 2018:  BK AC indoor – 5,20 m
- 2022:  BK AC - 5,30 m

### zevenkamp
- 2011:  BK indoor - 5901 p (NR)
- 2011: 6e EK indoor in Parijs - 6020 p (NR)
- 2014:  WK indoor - 6259 p (NR)
- 2019:  BK indoor - 6132 p
- 2019: 6e EK indoor in Glasgow - 5989 p

### tienkamp
- 2009:  EK U20 in Novi Sad - 7769 p
- 2010:  Europa Cup Meerkampen te Tel Aviv - 7564 p
- 2010:  BK AC - 6931 p
- 2011: 13e Hypomeeting te Götzis - 7973 p
- 2011:  EK U23 in Ostrava - 8157 p (NR)
- 2011: 13e WK in Daegu - 8069 p
- 2013:  Universiade in Kazan - 8164 p
- 2013: 15e WK in Moskou - 8255 p
- 2014: 6e Hypomeeting - 8184 p
- 2014: 10e EK in Zürich - 8105 p
- 2015:  Universiade in Gwangju - 7952 p
- 2015: 14e WK in Peking - 8035 p
- 2016:  EK in Amsterdam - 8218 p
- 2016: 8e OS in Rio - 8332 p
- 2018: 13e Hypomeeting Götzis - 8007 p
- 2018: DNF EK in Berlijn
- 2019:  Décastar – 8214 p
- 2021:  Hypomeeting te Götzis - 8430 p
- 2021: DNF OS in Tokio
- 2023: 4e Stadtwerke Ratingen - 8233 p
- 2024: 11e EK in Rome - 8084 p

## Onderscheidingen
- 2009: Gouden Spike voor beloften (trofee voor beste Belgische belofte (U23) van het jaar)
- 2011: Vlaamse Reus
- 2011: Belgisch Sportbelofte van het jaar
- 2014: Gouden Spike
- 2016: Gouden Spike

1992 Sabine Appelmans · 1993 Gella Vandecaveye · 1994 Frédérik Deburghgraeve · 1995 Johan Museeuw · 1996 Luc Van Lierde · 1997 Luc Van Lierde · 1998 Frédérik Deburghgraeve · 1999 Luc Van Lierde · 2000 Kim Clijsters · 2001 Kim Clijsters · 2002 Kim Gevaert · 2003 Marc Herremans · 2004 Kim Gevaert · 2005 Tom Boonen · 2006 Tia Hellebaut · 2007 Kim Gevaert · 2008 Tia Hellebaut · 2009 Niels Albert · 2010 Kim Clijsters · 2011 Thomas Van Der Plaetsen · 2012 Evi Van Acker · 2013 Frederik Van Lierde · 2014 Delfine Persoon · 2015 Marieke Vervoort · 2016 Greg Van Avermaet · 2017 Nina Derwael · 2018 Nina Derwael · 2019 Emma Meesseman · 2020 Wout van Aert · 2021 Bashir Abdi en Peter Genyn · 2022 Remco Evenepoel · 2023 Patrick Lefevere · 2024 Jan Vertonghen